# 하야시다 마히로
하야시다 마히로(일본어: 林田真尋 1998년 5월 7일 ~ )는 일본 여성 아이돌 그룹인 페어리즈의 전멤버이다. 효고현 출신이다.

## 경력
- M스리 라는 유닛으로 활동중 에 있다.

## 프로필
- 생년월일: 1998년 5월 7일
- 출신지: 효고현
- 가족관계: 아버지, 어머니